# Багнюк, Андрей Степанович
Андрей Степанович Багнюк — советский военный, государственный и политический деятель, полковник.

## Биография
Родился 17 марта 1908 года.  Член КПСС.
С 1929 года — на военной службе, общественной и политической работе. В 1929—1950 гг. — на политической работе и командных должностях в Рабоче-Крестьянской Красной Армии, военком 19-го стрелкового корпуса, военком 22-го стрелкового корпуса, военком Штаба Северо-Западного фронта, член Военного Совета 37-й армии, начальник Политического отдела 19-й гвардейской стрелковой дивизии,
начальник Политического отдела 75-й Бахмачской гвардейской стрелковой дивизии.
Умер до 1985 года.